# My Father's Eyes (canção)
"My Father's Eyes" é uma canção composta pelo cantor e compositor inglês Eric Clapton. Produzida pelo próprio Clapton em colaboração com Simon Climie, a canção foi lançada como um single do álbum Pilgrim em 1998. A canção alcançou a 16ª colocação da parada musical Billboard Hot 100 Airplay e permaneceu cinco semanas consecutivas na 2ª posição da parada Hot Adult Contemporary. Tornou-se um grande sucesso comercial no Canadá, onde alcançou a 2ª colocação nas paradas musicais do país e figurou entre as 20 mais tocadas canções em diversos outros países, como Áustria, Islândia e Noruega. "My Father's Eyes" também marca uma fase de retorno aos palcos de Clapton após um afastamento por questões pessoais e perdas familiares, sendo vencedora do Prêmio Grammy de Melhor Performance Vocal Pop Masculina em 1999.
Clapton executou a canção pela primeira vez em 1992 e novamente em 1996, em versões elétrica e acústica totalmente diferentes esteticamente da versão original lançada em 1998. Em 2004, no entanto, o cantor retirou a canção de seu repertório de apresentações juntamente com "Tears in Heaven". As canções, que são alusivas a uma fase conturbada da vida pessoal do artista - voltaram a figurar em suas apresentações públicas em 2013.

## Antecedentes e contexto
"My Father's Eyes" foi inspirada no fato de que Clapton nunca conheceu o próprio pai, Edward Fryer, que morreu em 1985. Descrevendo como gostaria de ter conhecido o pai, a canção também faz referência a Conor Clapton, filho do cantor que faleceu num trágico acidente em seu apartamento em Nova Iorque em 1991. "Na canção, eu tente descrever o paralelo entre olhar nos olhos de meu filho e nos olhos de um pai que nunca conheci, através de nossos laços de sangue", afirma Clapton em sua autobiografia.